# Atlantisch orkaanseizoen 1972
Het Atlantisch orkaanseizoen 1972 duurde van 23 mei 1972, toen de eerste subtropische cycloon zich vormde, tot 30 november 1972. Ondanks de vroege start, hield een krachtige el Niño de activiteit minimaal. De ACE-waarde van het seizoen is de op twee na laagste sinds het seizoen 1950. Ook het aantal cyclonen was gering; drie subtropische cyclonen en drie tropische cyclonen en daarnaast één subtropische cycloon, die tot tropische cycloon transformeerde.
Ook werd dit seizoen een aparte namenlijst geïntroduceerd voor subtropische cyclonen en een nieuwe term voor deze systemen: neutercanes. Voor deze neutercanes werd het Spellingsalfabet van de NAVO gehanteerd. De term was niet geliefd en gaf ook aanstoot. De samenstelling neuter als geslachtsaanduiding en cane suggereerde, dat ook de Engelse term voor orkaan (hurricane) een samenstelling zou zijn tussen her en cane. Daarbij kwam nog, dat tropische cyclonen destijds sowieso alleen meisjesnamen kregen, zodat deze term ook niet in feministische kring goed werd ontvangen. De term en de aparte namenlijst werden nog het volgende seizoen gebruikt, maar daarna werden beide afgeschaft. Ook was het niet handig, dat een systeem omgedoopt moest worden als een subtropische cycloon tot een tropische cycloon transformeerde (of andersom, maar dat is veel zeldzamer).
Het seizoen telde zeven (sub)tropische stormen, die allemaal een naam kregen. Drie daarvan wakkerden aan tot een orkaan. Er waren geen majeure orkanen, dat wil zeggen geen orkaan bereikte de derde categorie. Dit is sinds 1944 slechts drie maal voorgekomen. De andere twee seizoenen zonder majeure orkaan zijn 1986 en 1994 Ondanks de inactiviteit van het seizoen, bracht het een catastrofale cycloon teweeg; orkaan Agnes, die Florida en de oostelijke en zuidoostelijke kust van de Verenigde Staten teisterde, waarbij 122 mensen omkwamen.

## Cyclonen

### Subtropische storm Alpha
Op 23 mei ontstond er een subtropische depressie ten zuidoosten van de kust van South Carolina uit een niet-tropisch lagedrukgebied met koude kern, dat voor de kust van Florida naar het noordoosten was getrokken en meer en meer tropische kenmerken had aangenomen. Op 25 mei stokte de noordoostelijke koers van de subtropische depressie, toen een rug van hoge druk zich ten noordoosten van haar opbouwde en de subtropische depressie een oostzuidoostelijke koers ging volgen. Daarna promoveerde de subtropische depressie op 26 mei tot subtropische storm Alpha, die zich nu naar het zuidwesten keerde. Hiermee was subtropische storm Alpha de eerste subtropische storm, die een naam kreeg. Achttien uur later op 26 mei bereikte Alpha zijn hoogtepunt met windsnelheden tot 110 km/uur en een minimale druk van 1001 mbar. Alpha draaide bij naar het westen tot het westnoordwesten en koerste af op de kust van het uiterste zuidoosten van Georgia. Daar landde Alpha op 27 mei in de buurt van Brunswick als matige subtropische storm met windsnelheden tot 93 km uur en een minimale druk van 991 mbar. Enkele uren later degradeerde Alpha tot subtropische depressie, die verder trok over Georgia en het noordwesten van Florida. Op 29 mei loste subtropische depressie Alpha op boven de Golf van Mexico.

### Orkaan Agnes
Op 11 juni ontstonden er buienlijnen van convectie boven het noordwesten van de Caraïbische Zee. Vooralsnog was er een polair koufront met een bijbehorende trog van lage druk op grote hoogte boven Florida, die een noordwestelijke schering boven de convectie gaf. Toen dit front naar het oosten wegtrok, ging de schering liggen en ontstond er op 14 juni een omvangrijke, tropische depressie boven het schiereiland Yucatán. De tropische depressie dreef oostwaarts en promoveerde op 16 juni tot tropische storm Agnes boven het uiterste noordwesten van de Caraïbische Zee. Agnes was een omvangrijke tropische cycloon met een diameter van 1850 km, wat zeer groot is voor een tropische cycloon, zeker voor één in de maand juni. Bovendien ontstond ten noordoosten van Agnes tussen Puerto Rico en Bermuda een nieuw lagedrukgebied met convectie, die was verbonden met Agnes en vanwaaruit Agnes ook na haar landing in de Verenigde Staten gevoed werd met vocht oververzadigde, warme lucht. Het was mede daarom, dat Agnes later op zo een ramp kon uitdraaien.
Agnes draaide naar het noorden en trok door de Straat Yucatan en de noordzijde van de Straat boven de Golf van Mexico promoveerde Agnes op 18 juni tot orkaan. Op 19 juni bereikte Agnes haar hoogtepunt met windsnelheden tot 139 km/uur en een minimale druk van 978 mbar boven de Golf van Mexico. Later op 19 juni landde Agnes als zwakke orkaan nabij Kaap San Blas in het noordwesten van Florida. Agnes draaide nu bij naar het noordoosten en degradeerde op 20 juni boven Georgia tot tropische depressie. Agnes trok verder over South Carolina en North Carolina en kwam tussen een rug van hoge druk aan haar oostzijde en een front (met bijbehorende trog van lage druk) aan haar westzijde. Hierdoor ontstond een drukverval, waardoor Agnes opnieuw in kracht kon toenemen. Bovendien werd zij nog steeds gevoed met vocht uit het systeem ten zuidoosten van haar. Daardoor kon zij op 21 juni boven North Carolina, nota bene boven land opnieuw aanwakkeren tot tropische storm. Agnes kwam even boven de Atlantische Oceaan terecht en wendde toen noordwestwaarts en bereikte een tweede hoogtepunt met windsnelheden tot net onder de orkaandrempel en een minimale druk van 977 mbar (laagste druk). Met deze intensiteit landde zij op 22 juni nabij de stad New York.
De volgende dag smolt Agnes samen met een niet-tropisch lagedrukgebied boven New York. Het noordoosten had nog tot 25 juni met het nieuwe, extratropische systeem te kampen. Agnes eiste 122 mensenlevens, waarvan 7 op Cuba en 9 in Florida. De meeste slachtoffers vielen in Pennsylvania (48 slachtoffers), New York (24 slachtoffers), Maryland (19 slachtoffers) en Virginia (13 slachtoffers). Agnes veroorzaakte $2,1 miljard schade ($11,6 miljard na inflatiecorrectie naar 2005), voornamelijk ten gevolge van overstromingen. Ook hier was de grootste schade in het noordoosten van de Verenigde Staten. In New Jersey werd naar aanleiding van de ramp het Green Brook Flood Control Project gelanceerd, dat het toekomstige buiten haar oevers treden van de Green Brook rivier moest tegengaan. De werken verdwenen echter in de ijskast wegens gebrek aan geld, totdat orkaan Floyd 27 jaar later hetzelfde gebied trof en het project opnieuw uit de ijskast werd gehaald. Ook was Agnes fataal voor de plaatselijke spoorwegmaatschappijen in het noordoosten van de V.S., die reeds op sterven na dood waren.

### Subtropische storm Bravo – Orkaan Betty
Op 21 augustus ontstond er een gebied met convectie langs een oud, stationair front op 450 km ten noordnoordwesten van Bermuda. De volgende dag ontstond er uit dit gebied een subtropische depressie die een oost-ten-noordelijke koers aanhield. Op 23 augustus werd op grond van scheepswaarnemingen de subtropische depressie gepromoveerd tot subtropische storm Bravo. Op 25 augustus verscheen een trog van lage druk op de noordwestflank van Bravo en een rug van hoge druk ten zuiden van Bravo, die de uitstoot van de cycloon bespoedigden. Verkenningsvluchten wezen uit dat de minimale druk daalde, het stormveld zich compacter om het centrum organiseerde en de kern van de cycloon opwarmde. Bravo was op dat moment getransformeerd tot tropische cycloon, maar ze werd pas omgedoopt met haar tropische naam Betty, toen zij orkaankracht bereikte op 27 augustus, op 1440 km ten westen van de Azoren. Op 28 augustus bereikte Betty haar hoogtepunt met windsnelheden tot 167 km/uur en een minimale druk van 976 mbar. Daarmee zou zij de sterkste cycloon worden van het seizoen. Daarna trok Betty verder oostwaarts, passeerde ten noordwesten het eiland Corvo op 270 km en keerde zich op 29 augustus naar het zuidoosten, zuidwesten en het westen. Op 31 augustus degradeerde Betty tot tropische storm, die op 1 september haar tropische kenmerken verloor. Ondertussen was Betty naar het noorden gedraaid en de extratropische Betty verdween op 1 september op 900 km ten noordwesten van de Azoren boven de Atlantische Oceaan.

### Tropische storm Carrie
Op 15 augustus vertrok een tropische golf van de Afrikaanse kust, die boven de Atlantische Oceaan niet tot noemenswaardige ontwikkeling kwam. De tropische golf bereikte de Bovenwindse Eilanden op 25 augustus en daar verging het systeem bijna door de schering afkomstig van een lagedrukgebied met koude kern op grote hoogte boven Hispaniola. De tropische golf en het lagedrukgebied trokken samen noordwestwaarts richting de zuidoostelijke kust van Florida. Het systeem trok daar noordwaarts en ontwikkelde meer en meer convectie, maar bleef aanvankelijk zijn koude kern behouden. Op 29 augustus was er echter een tropische depressie gevormd, die naar het noordoosten trok en op 31 augustus promoveerde tot tropische storm Carrie ten zuidoosten van Outer Banks, North Carolina. Carrie bereikte dezelfde dag nog haar hoogtepunt als tropische cycloon met windsnelheden tot 93 km/uur en een minimale druk van 1002 mbar. Daarna kreeg zij te kampen met schering en haar verdere ontwikkeling stokte, waarna zij gestaag verzwakte. Door een naderende trog aan haar westflank kende zij een nieuwe opleving op 2 september en nam Carrie toe tot net onder de orkaandrempel op het moment dat zij Cape Cod in Massachusetts passeerde. De extratropische Carrie trok verder naar het noordoosten en landde als zwakke extratropische storm in Maine en verdween op 5 september boven New Brunswick. Carrie eiste in New England vier mensenlevens en veroorzaakte $1,78 miljoen schade (niet gecorrigeerd voor inflatie).

### Orkaan Dawn
Net zoals Carrie ontstond ook Dawn uit een tropische golf en een trog van lage druk op grote hoogte. Op 28 augustus trok een tropische golf van de Afrikaanse kust snel westwaarts over de Atlantische Oceaan. Op 1 september stootte de tropische golf in het oosten van de Caraïbische Zee op een trog van lage druk op grote hoogte en zijn westelijke koers stokte. Het systeem dreef naar het noorden en op 2 september bevatte het een warme kern. Voor de zuidoostelijke kust van Florida bleef het systeem stationair liggen en begon nu convectie te vertonen. Op 5 september ontstond uit dit systeem een tropische depressie in de Straat Florida. De tropische depressie dreef eerst verder noordnoordwestwaarts en landde in het uiterste zuiden van Florida en wendde vervolgens naar het noordoosten en promoveerde boven de Atlantische Oceaan tot tropische storm Dawn op 6 september.
Op 8 september promoveerde Dawn tot orkaan en wendde nu weer naar het noordwesten richting Amerikaanse kust. Ook bereikte Dawn op 8 september haar hoogtepunt met windsnelheden tot 130 km/uur en een minimale druk van 997 mbar. Met haar koerswijziging naar het noordwesten was Dawn aan een lus tegen de wijzers van de klok in begonnen onder invloed van een lagedrukgebied met koude kern, dat zich nabij Outer Banks had gevormd. Dit lagedrukgebied beroofde Dawn van convectie en bepaalde haar verdere koers over de Atlantische Oceaan. Op 9 september degradeerde Dawn tot tropische storm en op 12 september tot tropische depressie voor de kust van Georgia. Tropische depressie Dawn dreef voor de kust van Georgia en South Carolina, waar ze op 14 september oploste.

### Subtropische storm Charlie
Op 19 september ontstond een subtropische depressie ten noordoosten van Bermuda, die naar het noordnoordoosten dreef. De volgende dag promoveerde de subtropische depressie tot subtropische storm Charlie, die vervolgens noordoostwaarts en vervolgens noordwaarts trok. Op 21 september 12 uur voordat Charlie boven het noorden van de Atlantische Oceaan verdween, bereikte hij zijn hoogtepunt met windsnelheden tot 110 km/uur en een minimale druk van 944 mbar. Dit is een uitzonderlijk lage druk voor een subtropische cycloon; een dergelijke luchtdruk is typisch voor een gemiddelde orkaan van de derde categorie.

### Subtropische storm Delta
Op 1 november ontstond er een subtropische depressie boven het midden van de Atlantische Oceaan nabij 35,0° NB, 47,5° WL uit een niet-tropisch lagedrukgebied met koude kern, dat zuidwestwaarts was getrokken over de Oceaan en tropische kenmerken had aangenomen. Op 2 november promoveerde de subtropische depressie tot subtropische storm Delta. Delta bereikte op 3 november zijn hoogtepunt met windsnelheden tot 74 km/uur en een minimale druk van 1001 mbar. Op 4 november wendde Delta naar het oosten en begon gestaag te verzwakken. Op 5 november degradeerde Delta tot subtropische depressie, die op 7 november was verdwenen.

## Namen
In het seizoen 1972 en het seizoen 1973 werden aparte lijsten gebruikt voor subtropische cyclonen en tropische cyclonen. Als een subtropische cycloon in een tropische cycloon transformeerde, werd deze omgedoopt, zoals bij Bravo-Betty is gebeurd.

### Lijst van namen voor tropische cyclonen
Deze lijst werd voor het seizoen 1972 gebruikt voor de tropische cyclonen. Één subtropische cycloon werd nadat hij tot tropische cycloon was getransformeerd, herdoopt tot Betty. Na afloop van het seizoen werd de naam Agnes geschrapt en nooit meer gebruikt voor een (sub)tropische cycloon in het Atlantisch bassin.
| - Agnes - Betty - Carrie - Dawn - Edna (niet gebruikt) - Felice (niet gebruikt) - Gerda (niet gebruikt) | - Harriet (niet gebruikt) - Ilene (niet gebruikt) - Jane (niet gebruikt) - Kara (niet gebruikt) - Lucile (niet gebruikt) - Mae (niet gebruikt) - Nadine (niet gebruikt) | - Odette (niet gebruikt) - Polly (niet gebruikt) - Rita (niet gebruikt) - Sarah (niet gebruikt) - Tina (niet gebruikt) - Velma (niet gebruikt) - Wendy (niet gebruikt) |

### Lijst van namen voor subtropische cyclonen,neutercanes
Voor de lijst voor subtropische cyclonen werd het spellingsalfabet van de NAVO gebruikt, net zoals de voorloper van dit alfabet het spellingsalfabet van het Amerikaanse leger en marine in de seizoenen 1950, 1951 en 1952 werd gebruikt voor tropische cyclonen. De lijst van namen voor subtropische cyclonen van het seizoen 1973 is dan ook gelijk aan die van dit seizoen. Subtropische storm Bravo werd later omgedoopt tot Betty.
| - Alpha - Bravo - Charlie - Delta - Echo (niet gebruikt) - Foxtrot (niet gebruikt) - Golf (niet gebruikt) | - Hotel (niet gebruikt) - India (niet gebruikt) - Juliet (niet gebruikt) - Kilo (niet gebruikt) - Lima (niet gebruikt) - Mike (niet gebruikt) - November (niet gebruikt) | - Oscar (niet gebruikt) - Papa (niet gebruikt) - Quebec (niet gebruikt) - Romeo (niet gebruikt) - Sierra (niet gebruikt) - Tango (niet gebruikt) - Uniform (niet gebruikt) | - Victor (niet gebruikt) - Whiskey (niet gebruikt) - X-Ray (niet gebruikt) - Yankee (niet gebruikt) - Zulu (niet gebruikt) |